# Diaphus kora
Diaphus kora és una espècie de peix de la família dels mictòfids i de l'ordre dels mictofiformes.

## Hàbitat
És un peix marí i d'aigües temperades que viu fins als 387 m de fondària.

## Distribució geogràfica
Es troba a l'est de les Illes Kermadec.